# Pohyblak
Pohyblak (ukr. Погибляк) – wieś na Ukrainie, w obwodzie czerkaskim, w rejonie zwinogródzkim, w hromadzie Bużanka. W 2001 liczyła 434 mieszkańców, spośród których 432 wskazało jako ojczysty język ukraiński, a 2 rosyjski.